# Marija Nanajewa
Marija Toktogulowna Nanajewa (russisch Мария Токтогуловна Нанаева; * 22. November 1927 im Dorf Aral, Gouvernement Syrdarja (Verwaltungszentrum Tschimkent), Kirgisische Autonome Sozialistische Sowjetrepublik (Hauptstadt Frunse); † 26. Juni 2020 in Bischkek) war eine sowjetische bzw. kirgisische Pharmakologin und Hochschullehrerin.

## Leben
Das Studium am Kirgisischen Staatlichen Medizin-Institut in Frunse schloss Nanajewa 1949 mit Auszeichnung ab. Am Ende der dreijährigen Aspirantur am 2. Moskauer Staatlichen Stalin-Medizin-Institut verteidigte sie 1952 ihre Dissertation über die Wirkung von Purin-, Coffein-, Methylcoffein-, Diuretin- und Theophyllin-Derivaten auf das Zentralnervensystem und den Blutkreislauf mit Erfolg für die Promotion zur Kandidatin der medizinischen Wissenschaften.
Ab 1954 lehrte Nanajewa am Kirgisischen Medizin-Institut und leitete von 1961 bis 1997 den Lehrstuhl für Pharmakologie. Sie verteidigte 1975 ihre Doktor-Dissertation über die Pharmakodynamik von gefäßerweiternden Herzmitteln und Antiarrhythmika unter den Bedingungen der kirgisischen Hochgebirge mit Erfolg für die Promotion zur Doktorin der medizinischen Wissenschaften. Damit begründete sie die kirgisische Schule der Hochgebirgspharmakologie. Sie betreute 10 Kandidat-Dissertationen. Sie war Ehrenakademikerin der Kirgisischen Akademie der Wissenschaften.
Nanajewa wurde dreimal in den Stadtsowjet Frunse gewählt. Sie war seit 1954 mit dem Geographen Kaip Otorbajew (1922–2015) verheiratet. Ihre Söhne sind der Politiker Dschoomart Otorbajew (* 1955) und der Physiologe Tschagatai Otorbajew.

## Ehrungen
- Ehrenzeichen der Sowjetunion[2]
- Verdiente Ärztin der Kirgisischen SSR[2]
- Verdiente Wissenschaftlerin der Republik Kirgisistan[2]
- Ehrenbürgerin der Stadt Bischkek